# Трёхлучевая звезда

Трёхлучевая звезда

Трёхлучевая звезда — эмблема трёхстороннего единства прогрессивных сил. Являлась эмблемой базельской секции Первого интернационала и означало сотрудничество социалистов, анархистов и республиканских демократов.
Во времена Гражданской войны в Испании 1936—1939 годов трёхлучевая звезда, обозначавшая единство республиканских сил (анархистов, социалистов, коммунистов) являлась отличительным знаком бойцов интербригад.